# Gilbert de Clare, 8è comte de Gloucester
Gilbert de Clare, 8è Comte de Gloucester (Castell dels Clare, Suffolk, Anglaterra, vers el 10 de maig, 1291 - Bannockburn, Escocia, 24 de juny de 1314) va ser un noble i comandant militar anglès a les guerres escoceses). En contrast amb la majoria dels comtes anglesos de l'època, el seu enfocament principal es trobava en la recerca de la guerra més que en la lluita política interna. Era fill de Gilbert de Clare, 7è comte de Gloucester, i de Joana d'Acre, filla del rei Eduard I. El pare de Gilbert va morir quan el seu fill només tenia quatre anys, i el jove va ser investit dels seus comtats amb setze anys. Gairebé immediatament, es va implicar en la defensa de la frontera nord, però més tard es va veure implicat en les lluites entre Eduard II i alguns dels seus barons. Va ser un dels Lords Ordainers que va ordenar l'expulsió del favorit del rei Piers Gaveston el 1311. Quan Gaveston va ser assassinat al seu retorn el 1312, Gloucester va ajudar a negociar un acord entre els perpetradors del crim i el rei.
Llavors era un dels partidaris més ferms d'Eduard, va acompanyar el rei en una campanya a Escòcia el 1314, quan diversos altres nobles s'hi van negar. Va morir en la batalla de Bannockburn el 24 de juny, en circumstàncies una mica poc clares. Gloucester va ser la més destacada de les baixes de la batalla, que va acabar amb una humiliant derrota per a Anglaterra. Com que no tenia descendència, la seva mort va marcar el final de la prominent família de Clare. Els seus béns es van dividir entre les seves tres germanes, una de les quals estava casada amb el nou favorit del rei, Hug Le Despenser el Jove. L'expansió despietada de Despenser del senyoriu de Clare de Glamorgan a Gal·les va provocar directament els problemes del regnat posterior d'Eduard II, inclosa una rebel·lió a les Marxes Gal·leses, la derrota del comte de Lancaster a la batalla de Boroughbridge i, finalment, la deposició del rei de Roger Mortimer i la reina Isabel el 1326.

## Antecedents familiars i adolescència
Gilbert de Clare era fill de Gilbert de Clare, setè comte de Gloucester, conegut com a Gilbert "el Roig", que el 1290 es va casar amb Joana d'Acre, filla d'Eduard I.Knowles (2004). Com a condició per al matrimoni, el comte va haver de lliurar totes les seves terres al rei, només per fer-les tornar conjuntament a ell i a la seva dona durant tota la vida de tots dos. Aquesta concessió es va fer amb la condició que les terres passessin als cohereus de la parella, però si fossin sense fills als hereus de Joana de qualsevol matrimoni posterior. El jove Gilbert va néixer l'any següent, al voltant del 10 de maig de 1291, assegurant l'herència per a la família de Clare, però el seu pare va morir només quatre anys més tard, el 7 de desembre de 1295, mentre el nen encara era menor d'edat. A causa de l'enfeudació conjunta, Joan va mantenir la custòdia de les terres familiars, i va fer un homenatge al rei el 20 de gener de l'any següent.
El 1297, Joana es va casar en secret amb Ralph de Monthermer, un cavaller de la casa del difunt comte. Això va enfurir Eduard I, que tenia altres plans de matrimoni per a Joan. El rei va empresonar Monthermer, però més tard va cedir i va sancionar el matrimoni. A causa de l'anterior assentament, Joana encara tenia el títol de comtessa, i el seu nou marit es va convertir en comte de Gloucester i Hertford. Això, però, només va durar en vida de Joana, que va morir el 1307. Només uns mesos més tard, Gilbert va rebre la seva herència, i el març de 1308 va ser nomenat comte de Gloucester i Hertford, a l'edat de setze anys. Abans es creia que Eduard II i Gilbert es van criar junts, però això es basa en una confusió amb una altra persona del mateix nom. Aquest altre Gilbert de Clare, que era més proper al rei en edat, era de fet el cosí del comte, el fill de Thomas de Clare, Senyor de Thomond.

## Primer servei sota Eduard II

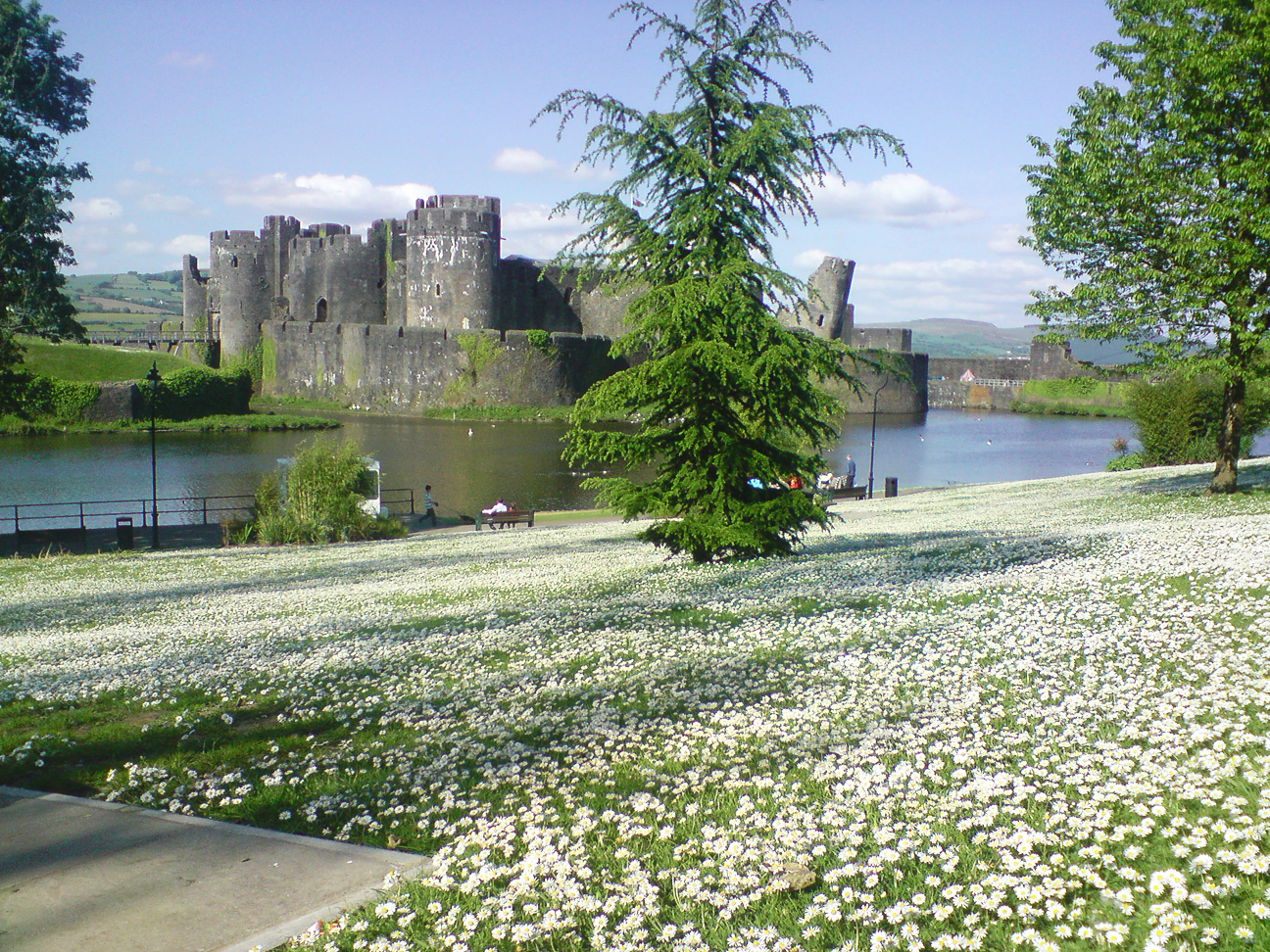
Castell de Caerphilly

Els primers anys de Gilbert com a comte es va preocupar principalment per les guerres escoceses. No tenia cap interès personal a la regió, però les Marxes Gal·leses, on hi havia el seu interès terrestre, es van pacificar en gran part en aquell moment, i Escòcia va presentar una bona oportunitat per perseguir la glòria i la recompensa militars. Se li va confiar gairebé immediatament comandaments militars importants a la frontera nord, i va servir com a guardià d'Escòcia de 1308 a 1309, i com a capità d'Escòcia i de les marxes del nord el 1309. Va dirigir una expedició per alleujar el castell de Rutherglen el desembre de 1308. L'esforç de guerra, però, no va ser perseguit amb la mateixa intensitat per Eduard II que ho havia estat pel seu pare. La negligència del nou rei de les guerres escoceses va permetre a Robert I d'Escòcia recuperar la iniciativa en la guerra.
Aquesta situació va provocar frustració entre la noblesa anglesa. A més de la qüestió escocesa, també hi va haver descontentament amb el tracte que el rei va fer al seu favorit, Piers Gaveston. La promoció de Gaveston des de la relativa foscor a comte de Cornualla, combinada amb el seu comportament arrogant, va causar ressentiment entre la noblesa establerta. Gloucester inicialment no va ser hostil a Gaveston, que s'havia casat amb la germana de Gloucester Margaret l'octubre de 1307. No obstant això, va compartir la frustració dels altres comtes per la manca d'iniciativa d'Edward cap a Escòcia. El 1308, per tant, Gloucester va ser un dels comtes que van demanar l'exili de Gaveston, una demanda que el rei es va veure obligat a complir. Després d'això, sembla que es va reconciliar amb el rei, i el 1309 va actuar com a mediador quan els comtes van acceptar el retorn de Gaveston. Les relacions entre el rei i la noblesa es van deteriorar encara més, però, després del retorn de Gaveston. El 1310, un grup d'anomenats Lords Ordainers va ser nomenat per redactar les Ordenances de 1311, un conjunt de restriccions al govern d'Eduard II, inclòs un exili renovat per a Gaveston. Gloucester, que encara era partidari del rei, no estava inicialment entre els ordenants, però va ser nomenat el 4 de març de 1311, a la mort del comte de Lincoln.

## Escalada del conflicte nacional
Malgrat la seva participació en el moviment de reforma baronial, Gloucester encara va mantenir la confiança del rei. Ell, Gaveston i el comte de Warenne van ser els únics comtes que van acompanyar el rei en una campanya escocesa el 1310–11. El març de 1311, mentre les Ordenances encara estaven en funcionament, Gloucester va ser nomenat guardià del regne mentre el rei encara es trobava a Escòcia. Hi ha indicis que podria haver-se barallat amb Tomás Plantagenet, comte de Lancaster, que en aquest moment era el líder de l'oposició contra el rei, per un feu entre dos dels seus respectius servidors. Tanmateix, quan Gaveston va tornar de l'exili, Gloucester es va posar del costat de l'oposició baronial. Els comtes van dividir el país en diferents parts per a la defensa, i Gloucester va rebre el càrrec del sud. El juny de 1312, Gaveston va ser capturat per Guy de Beauchamp, comte de Warwick, que treballava en cooperació amb Lancaster. Aymer de Valence, comte de Pembroke, que tenia la custòdia de Gaveston i havia garantit la seva seguretat al rei, va demanar ajuda a Gloucester, com a parent de Gaveston. Gloucester, però, es va negar a ajudar i Gaveston quan va ser assassinat. Aquest acte va portar el país a la vora de la guerra civil, i Gloucester va ser un dels pocs homes en els quals encara es va confiar prou per ambdues parts per poder assumir un paper de mediador. En els mesos següents, va ser un dels principals negociadors que treballaven per a un acord entre el rei i els comtes ofensius, un esforç que va tenir èxit almenys temporalment.
Gloucester va romandre en el cercle interior al voltant del rei durant els mesos següents. L'estiu de 1313, va tornar a ser guardià del regne mentre el rei es trobava a França, i el febrer de 1314, va ser enviat a França en una missió diplomàtica sobre Gascunya. El problema més gran del regnat, però, va ser el conflicte no resolt amb Escòcia i el ressorgiment de Robert el Bruce. L'estiu de 1314, Eduard finalment es va embarcar en una important campanya escocesa. L'objectiu era protegir la guarnició anglesa del castell de Stirling d'un atac de Bruce. La campanya es va veure impedida per l'absència d'alguns dels grans magnats, com Lancaster i Warwick. Encara hi havia un nombre de grans senyors a la companyia del rei, com Humphrey de Bohun, comte de Hereford, Pembroke i Gloucester. Aquests homes van ser valuosos per al rei per la seva capacitat per aixecar un gran nombre de tropes dels seus dominis a les Marxes Gal·leses. El 23 de juny de 1314, l'exèrcit reial havia passat Falkirk i es trobava a unes poques milles de Stirling. No obstant això, hi va haver signes de conflicte entre els comtes de Gloucester i Hereford. Gloucester havia rebut el comandament de l'avantguarda anglesa, una posició que s'havia guanyat gràcies a la seva lleialtat al rei. Tanmateix Hereford, que havia estat posat sota el comandament de Gloucester, creia que el comandament li pertanyia, en la seva qualitat de conestable hereditari d'Anglaterra.

## Mort a Bannockburn
Gloucester es va veure involucrat en una breu escaramussa amb els escocesos el 23 de juny, el dia abans de la batalla principal. Mentre el rei es plantejava si acampar per passar la nit o enfrontar-se immediatament als escocesos, Gloucester i Hereford, ja sigui per insubordinació o per malentès, van carregar directament al lloc anomenat New Park, on els escocesos estaven acampats. Els anglesos immediatament es van trobar amb dificultats, i el cosí d'Hereford, Henry de Bohun, va ser assassinat pel rei Robert el Bruce. Potser va ser durant la retirada posterior que Gloucester va ser llançat del seu cavall, però va aconseguir escapar il·lès. L'endemà, els anglesos encara no estaven del tot decidits sobre el curs de l'acció. Mentre que Gloucester va fer el paper de certs capitans experimentats, recomanant que Edward evites la batalla aquell dia, els homes més joves que envoltaven el rei van qualificar això de letàrgic i covard, i van aconsellar un atac. Segons la Vita Edwardi, quan Eduard es va enfadar i va acusar Gloucester de traïció, el comte va respondre enèrgicament que demostraria la seva lleialtat al camp de batalla.
El relat més detallat de la mort del comte de Gloucester a la batalla de Bannockburn és la crònica Vita Edwardi Secundi. Aquest relat està escrit com un conte moral, exposant l'heroisme del comte i la conducta covarda dels seus companys. Per aquest motiu, la seva precisió històrica s'ha de prendre amb certa precaució. Segons alguns relats, Gloucester es va precipitar de cap a la batalla a la recerca de la glòria i va ser víctima de la seva pròpia bogeria. El Vita, d'altra banda, va afirmar que, com el comte intentava fer front als atacs escocesos, el van fer caure del cavall i el van matar quan els seus propis homes no van poder venir a rescatar-lo. També és probable que les baralles entre Gloucester i Hereford sobre la precedència poguessin haver contribuït a la situació caòtica. Segons un relat, Gloucester es va precipitar a la batalla sense un escut d'armes distintiu, exposant-se als soldats escocesos, que d'altra manera haurien estat ansiosos d'aconseguir un valuós rescat.
Després que Gloucester fos assassinat, l'exèrcit anglès aviat va caure en el caos, i la batalla va resultar en una victòria rotunda per als escocesos, i una retirada humiliant per als anglesos. Va ser àmpliament acceptat que Gloucester, amb la seva orgullosa història familiar i els seus valuosos patrimonis, va ser el més destacat de les moltes víctimes d'aquell dia. Robert el Bruce va plorar la seva mort i va vigilar el cos de Gloucester en una església local. Més tard va permetre el seu trasllat a Anglaterra, on el comte va ser enterrat a l'abadia de Tewkesbury, al costat dret del seu pare.

## Dispersió de finques i conseqüències
La importància política de Gloucester no va acabar amb la seva mort; la seva desaparició de l'escena política va tenir conseqüències immediates. En el seu senyoriu gal·lès de Glamorgan, la situació d'incertesa causada per la seva mort va provocar una rebel·lió de curta durada el 1316. A Irlanda, on també tenia grans possessions, el buit de poder que va deixar enrere va facilitar la invasió de 1315 pel germà de Robert el Bruce, Edward. Les conseqüències més grans, però, van ser el resultat de la divisió de les finques dels Clare. El 1308, Gilbert de Clare s'havia casat amb Maud (o Matilda) de Burgh, filla de Richard de Burgh, comte d'Ulster. La parella no va deixar cap problema supervivent, de manera que la seva mort va marcar el final de la gran família dels Clare. Les terres familiars tenien un valor de fins a 6.000 lliures esterlines, només per darrere de les del comte de Lancaster entre la noblesa del regne.
Les terres van passar a la possessió reial mentre s'estava resolvent el tema de l'herència. Cap a l'any 1290, les terres només podien ser heretades pels descendents directes del setè comte i Joana d'Acre. Maud va aconseguir ajornar el procediment al·legant estar embarassada, però el 1316 era evident que no podia ser així. Les germanes del difunt comte, Eleanor, Margaret (ara vídua després de la mort de Gaveston) i Elizabeth es van casar el 1317 amb els favorits d'Eduard II: Hugh Despenser el Jove, Hugh de Audley i Roger d'Amory respectivament. A totes tres se'ls va concedir parts iguals de les possessions angleses, però Despenser va rebre la totalitat del senyoriu de Glamorgan a Gal·les, políticament la més important de les terres dels Clare.
No satisfet amb la seva part, Despenser va utilitzar la seva relació amb el rei per incidir en les terres d'altres senyors de la marca. Això va provocar ressentiment entre homes com Hereford i Roger Mortimer, que es van aixecar en rebel·lió el 1321. La rebel·lió va ser aixafada, però la resistència va continuar sota l'aliat dels senyors Marcher, Tomás Plantagenet, que va ser derrotat en la batalla de Boroughbridge el 1322 i executat. Tot i que aquesta victòria va assegurar temporalment la posició d'Eduard al tron, finalment va ser deposat el 1326 per Roger Mortimer, amb l'ajuda de l'esposa del rei, Elisabet de França. El títol de comte de Gloucester va ser recreat pel fill d'Eduard II, Eduard III, el 1337, per a Hugh de Audley.

## Ancestres
|  |                                               |  |  |  |  |  |  |  |  |  |  |  |  |  |  |  |
|  | 16. Richard de Clare, 3r Comte d'Hertford     |  |  |  |  |  |  |  |  |  |  |  |  |  |  |  |
|  |                                               |  |  |  |  |  |  |  |  |  |  |  |  |  |  |  |
|  |                                               |  |  |  |  |  |  |  |  |  |  |  |  |  |  |  |
|  | 8.Gilbert de Clare, 4t Comte d'Hertford       |  |  |  |  |  |  |  |  |  |  |  |  |  |  |  |
|  |                                               |  |  |  |  |  |  |  |  |  |  |  |  |  |  |  |
|  |                                               |  |  |  |  |  |  |  |  |  |  |  |  |  |  |  |
|  | 17. Amice FitzRobert, Comte de Gloucester     |  |  |  |  |  |  |  |  |  |  |  |  |  |  |  |
|  |                                               |  |  |  |  |  |  |  |  |  |  |  |  |  |  |  |
|  |                                               |  |  |  |  |  |  |  |  |  |  |  |  |  |  |  |
|  | 4.Richard de Clare, 5è Comte d'Hertford       |  |  |  |  |  |  |  |  |  |  |  |  |  |  |  |
|  |                                               |  |  |  |  |  |  |  |  |  |  |  |  |  |  |  |
|  |                                               |  |  |  |  |  |  |  |  |  |  |  |  |  |  |  |
|  | 18. Guillem el Mariscal                       |  |  |  |  |  |  |  |  |  |  |  |  |  |  |  |
|  |                                               |  |  |  |  |  |  |  |  |  |  |  |  |  |  |  |
|  |                                               |  |  |  |  |  |  |  |  |  |  |  |  |  |  |  |
|  | 9. Isabel Marshal                             |  |  |  |  |  |  |  |  |  |  |  |  |  |  |  |
|  |                                               |  |  |  |  |  |  |  |  |  |  |  |  |  |  |  |
|  |                                               |  |  |  |  |  |  |  |  |  |  |  |  |  |  |  |
|  | 19. Isabel de Clare, 4t Comtessa de Pembroke  |  |  |  |  |  |  |  |  |  |  |  |  |  |  |  |
|  |                                               |  |  |  |  |  |  |  |  |  |  |  |  |  |  |  |
|  |                                               |  |  |  |  |  |  |  |  |  |  |  |  |  |  |  |
|  | 2.Gilbert de Clare, 7è comte de Gloucester    |  |  |  |  |  |  |  |  |  |  |  |  |  |  |  |
|  |                                               |  |  |  |  |  |  |  |  |  |  |  |  |  |  |  |
|  |                                               |  |  |  |  |  |  |  |  |  |  |  |  |  |  |  |
|  | 20. Roger de Lacy                             |  |  |  |  |  |  |  |  |  |  |  |  |  |  |  |
|  |                                               |  |  |  |  |  |  |  |  |  |  |  |  |  |  |  |
|  |                                               |  |  |  |  |  |  |  |  |  |  |  |  |  |  |  |
|  | 10. John de Lacy, 1r Comte de Lincoln         |  |  |  |  |  |  |  |  |  |  |  |  |  |  |  |
|  |                                               |  |  |  |  |  |  |  |  |  |  |  |  |  |  |  |
|  |                                               |  |  |  |  |  |  |  |  |  |  |  |  |  |  |  |
|  | 21. Maud de Clere                             |  |  |  |  |  |  |  |  |  |  |  |  |  |  |  |
|  |                                               |  |  |  |  |  |  |  |  |  |  |  |  |  |  |  |
|  |                                               |  |  |  |  |  |  |  |  |  |  |  |  |  |  |  |
|  | 5.Maud de Lacy                                |  |  |  |  |  |  |  |  |  |  |  |  |  |  |  |
|  |                                               |  |  |  |  |  |  |  |  |  |  |  |  |  |  |  |
|  |                                               |  |  |  |  |  |  |  |  |  |  |  |  |  |  |  |
|  | 22. Robert de Quincy                          |  |  |  |  |  |  |  |  |  |  |  |  |  |  |  |
|  |                                               |  |  |  |  |  |  |  |  |  |  |  |  |  |  |  |
|  |                                               |  |  |  |  |  |  |  |  |  |  |  |  |  |  |  |
|  | 11. Margaret de Quincy                        |  |  |  |  |  |  |  |  |  |  |  |  |  |  |  |
|  |                                               |  |  |  |  |  |  |  |  |  |  |  |  |  |  |  |
|  |                                               |  |  |  |  |  |  |  |  |  |  |  |  |  |  |  |
|  | 23. Hawise of Chester, 1a Comtessa de Lincoln |  |  |  |  |  |  |  |  |  |  |  |  |  |  |  |
|  |                                               |  |  |  |  |  |  |  |  |  |  |  |  |  |  |  |
|  |                                               |  |  |  |  |  |  |  |  |  |  |  |  |  |  |  |
|  | 1. Gilbert de Clare, 8è Comte de Gloucester   |  |  |  |  |  |  |  |  |  |  |  |  |  |  |  |
|  |                                               |  |  |  |  |  |  |  |  |  |  |  |  |  |  |  |
|  |                                               |  |  |  |  |  |  |  |  |  |  |  |  |  |  |  |
|  | 24. Joan sense Terra                          |  |  |  |  |  |  |  |  |  |  |  |  |  |  |  |
|  |                                               |  |  |  |  |  |  |  |  |  |  |  |  |  |  |  |
|  |                                               |  |  |  |  |  |  |  |  |  |  |  |  |  |  |  |
|  | 12. Enric III d'Anglaterra                    |  |  |  |  |  |  |  |  |  |  |  |  |  |  |  |
|  |                                               |  |  |  |  |  |  |  |  |  |  |  |  |  |  |  |
|  |                                               |  |  |  |  |  |  |  |  |  |  |  |  |  |  |  |
|  | 25. Isabel d'Angulema                         |  |  |  |  |  |  |  |  |  |  |  |  |  |  |  |
|  |                                               |  |  |  |  |  |  |  |  |  |  |  |  |  |  |  |
|  |                                               |  |  |  |  |  |  |  |  |  |  |  |  |  |  |  |
|  | 6.Eduard I d'Anglaterra                       |  |  |  |  |  |  |  |  |  |  |  |  |  |  |  |
|  |                                               |  |  |  |  |  |  |  |  |  |  |  |  |  |  |  |
|  |                                               |  |  |  |  |  |  |  |  |  |  |  |  |  |  |  |
|  | 26. Ramon Berenguer V de Provença             |  |  |  |  |  |  |  |  |  |  |  |  |  |  |  |
|  |                                               |  |  |  |  |  |  |  |  |  |  |  |  |  |  |  |
|  |                                               |  |  |  |  |  |  |  |  |  |  |  |  |  |  |  |
|  | 13. Elionor de Provença                       |  |  |  |  |  |  |  |  |  |  |  |  |  |  |  |
|  |                                               |  |  |  |  |  |  |  |  |  |  |  |  |  |  |  |
|  |                                               |  |  |  |  |  |  |  |  |  |  |  |  |  |  |  |
|  | 27. Beatriu de Savoia                         |  |  |  |  |  |  |  |  |  |  |  |  |  |  |  |
|  |                                               |  |  |  |  |  |  |  |  |  |  |  |  |  |  |  |
|  |                                               |  |  |  |  |  |  |  |  |  |  |  |  |  |  |  |
|  | 3.Joana d'Acre                                |  |  |  |  |  |  |  |  |  |  |  |  |  |  |  |
|  |                                               |  |  |  |  |  |  |  |  |  |  |  |  |  |  |  |
|  |                                               |  |  |  |  |  |  |  |  |  |  |  |  |  |  |  |
|  | 28. Alfons IX de Lleó                         |  |  |  |  |  |  |  |  |  |  |  |  |  |  |  |
|  |                                               |  |  |  |  |  |  |  |  |  |  |  |  |  |  |  |
|  |                                               |  |  |  |  |  |  |  |  |  |  |  |  |  |  |  |
|  | 14. Ferran III de Castella                    |  |  |  |  |  |  |  |  |  |  |  |  |  |  |  |
|  |                                               |  |  |  |  |  |  |  |  |  |  |  |  |  |  |  |
|  |                                               |  |  |  |  |  |  |  |  |  |  |  |  |  |  |  |
|  | 29. Berenguera de Castella                    |  |  |  |  |  |  |  |  |  |  |  |  |  |  |  |
|  |                                               |  |  |  |  |  |  |  |  |  |  |  |  |  |  |  |
|  |                                               |  |  |  |  |  |  |  |  |  |  |  |  |  |  |  |
|  | 7. Elionor de Castella                        |  |  |  |  |  |  |  |  |  |  |  |  |  |  |  |
|  |                                               |  |  |  |  |  |  |  |  |  |  |  |  |  |  |  |
|  |                                               |  |  |  |  |  |  |  |  |  |  |  |  |  |  |  |
|  | 30. Simó de Dammartin                         |  |  |  |  |  |  |  |  |  |  |  |  |  |  |  |
|  |                                               |  |  |  |  |  |  |  |  |  |  |  |  |  |  |  |
|  |                                               |  |  |  |  |  |  |  |  |  |  |  |  |  |  |  |
|  | 15. Joana de Dammartin, Comtessa de Ponthieu  |  |  |  |  |  |  |  |  |  |  |  |  |  |  |  |
|  |                                               |  |  |  |  |  |  |  |  |  |  |  |  |  |  |  |
|  |                                               |  |  |  |  |  |  |  |  |  |  |  |  |  |  |  |
|  | 31. Maria de Ponthieu, Comtessa de Ponthieu   |  |  |  |  |  |  |  |  |  |  |  |  |  |  |  |
|  |                                               |  |  |  |  |  |  |  |  |  |  |  |  |  |  |  |
|  |                                               |  |  |  |  |  |  |  |  |  |  |  |  |  |  |  |